# Agyrta garleppi
Agyrta garleppi là một loài bướm đêm thuộc phân họ Arctiinae, họ Erebidae.